# 平岡啓
平岡 啓（ひらおか けい、1957年5月17日 - ）は、日本の実業家。東京都出身。株式会社日本経済新聞社常務取締役を経て、株式会社TVQ九州放送代表取締役社長。

## 人物・経歴
東京都出身。東京都立新宿高等学校卒業。1982年上智大学法学部卒業後、株式会社日本経済新聞社に入社。2007年同社法務室次長、2008年同社東京本社編集局次長兼社会部長、2010年同社法務室長、2013年同社執行役員法務室長、2014年同社常務執行役員法務担当、2015年同社常務執行役員西部支社代表、2017年同社常務執行役員西部支社代表、地域担当、2018年同社常務取締役総務・労務・管財担当、電波統括、2019年株式会社TVQ九州放送取締役副社長を経て、2020年同社代表取締役社長に就任。